# 1986 Plaut
1986 Plaut је астероид главног астероидног појаса чија средња удаљеност од Сунца износи 3,092 астрономских јединица (АЈ).
Апсолутна магнитуда астероида је 11,8.